# エーブラハ
エーブラハ (ドイツ語: Ebrach) は、ドイツ連邦共和国バイエルン州オーバーフランケン行政管区のバンベルク郡に属する市場町で、エーブラハ行政共同体の本部所在地。

## 地理
エーブラハは、東のバンベルク、西のヴュルツブルクの中間に位置している。ミットレラー・エブラハ川沿いのシュタイガーヴァルト内に位置している。エーブラハには、かつてシトー会の修道院があった。

### 自治体の構成
この町は、公式には12の地区 (Ort) からなる。このうち孤立農場などを除く集落を以下に列記する。
- ブーフ
- エーブラウ
- エーブラハ
- グロースビルカハ
- グロースグレシンゲン
- クライングラシンゲン
- ノイドルフ・バイ・エーブラハ

## 歴史
エーブラハ修道院は、1127年に創設された。1147年に上位の修道院にあたるモリモント修道院から12人の修道士がここに移り住んだ。1200年に修道院長ヘルマン1世が教会の建設を始め、1280年に完成した。全長86mで、ゴシック建築最高の作品の一つであった。50を越える窓、26基の祭壇、そして入り口の上部にある直径12mものバラ窓は、この建物を特徴づけるものであった。窓は1887年に新たに製作された。36のレジスターを持つオルガンは、傑作と称えられた。このオルガンは、1803年、この町が帝国代表者会議主要決議によりバイエルンに属することになった世俗化の時期に破壊されてしまった。1803年以降は、ヴュルツブルク司教本部の管轄下に入った。修道院教会は、教区教会となった。1851年から修道院の建物は、刑務所となった。（現在のエーブラハ刑務所）

### 人口推移
この地域の人口は、1900年 1,403人、1970年 2,471人、1987年 1,774人、そして2000年 2,017人であった。

## 行政
町長は、ダニエル・フィンツェンス (ENL) である。

### 紋章
底部は、赤地に銀色の斜めの波帯。その上部は金地で、口に銀の司教杖をくわえた跳ねる黒いイノシシが描かれている。

### 友好都市
- アイスバッハ （オーストリア、シュタイアーマルク州）
- ゲオルゲンタール （ドイツ、テューリンゲン州）

### 公的機関
- 屋外プール （2005年オープン）
- 町立図書館
- オートキャンプ場
- エブラハ刑務所

## 文化と見所

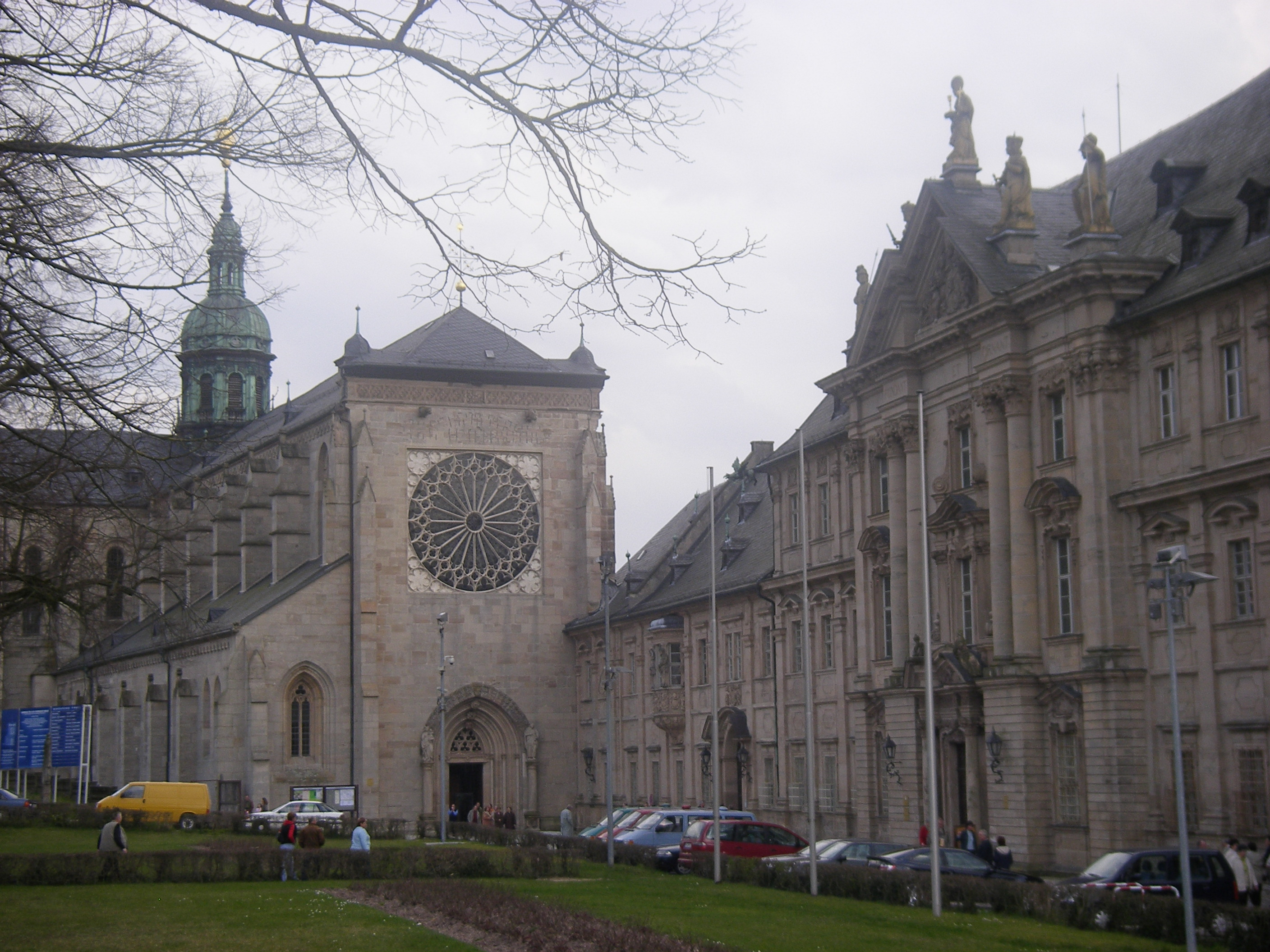
エーブラハ修道院

### 見所
- エーブラハ修道院
- グロースビルカハ地区の聖ヨハニス教会

### 年中行事
- エーブラハ夏の音楽祭
- エーブラハ教会祭

## 経済と社会資本
シュタイガーヴァルト地方では木材産業が重要な経済分野である。

### 交通
エーブラハは、連邦道B22沿いに位置している。バンベルク方面への鉄道路線は廃止され、撤去されている。

## 人物

### 出身者
- ハインリヒ・アイグナー (1924年5月25日 - 1988年3月24日）ドイツの政治家（CSU）、ドイツ連邦議会議員、欧州議会議員。

### ゆかりの人物
- ゲオルク・シュペルバー （1933年 ニュルンベルク - ）エーブラハ在住の森林学者、啓蒙書の著者。

## 引用
1. ↑  https://www.statistikdaten.bayern.de/genesis/online?operation=result&code=12411-003r&leerzeilen=false&language=de Genesis-Online-Datenbank des Bayerischen Landesamtes für Statistik Tabelle 12411-003r Fortschreibung des Bevölkerungsstandes: Gemeinden, Stichtag (Einwohnerzahlen auf Grundlage des Zensus 2011)
2. ↑  Bayerische Landesbibliothek Online